# Kustlijn

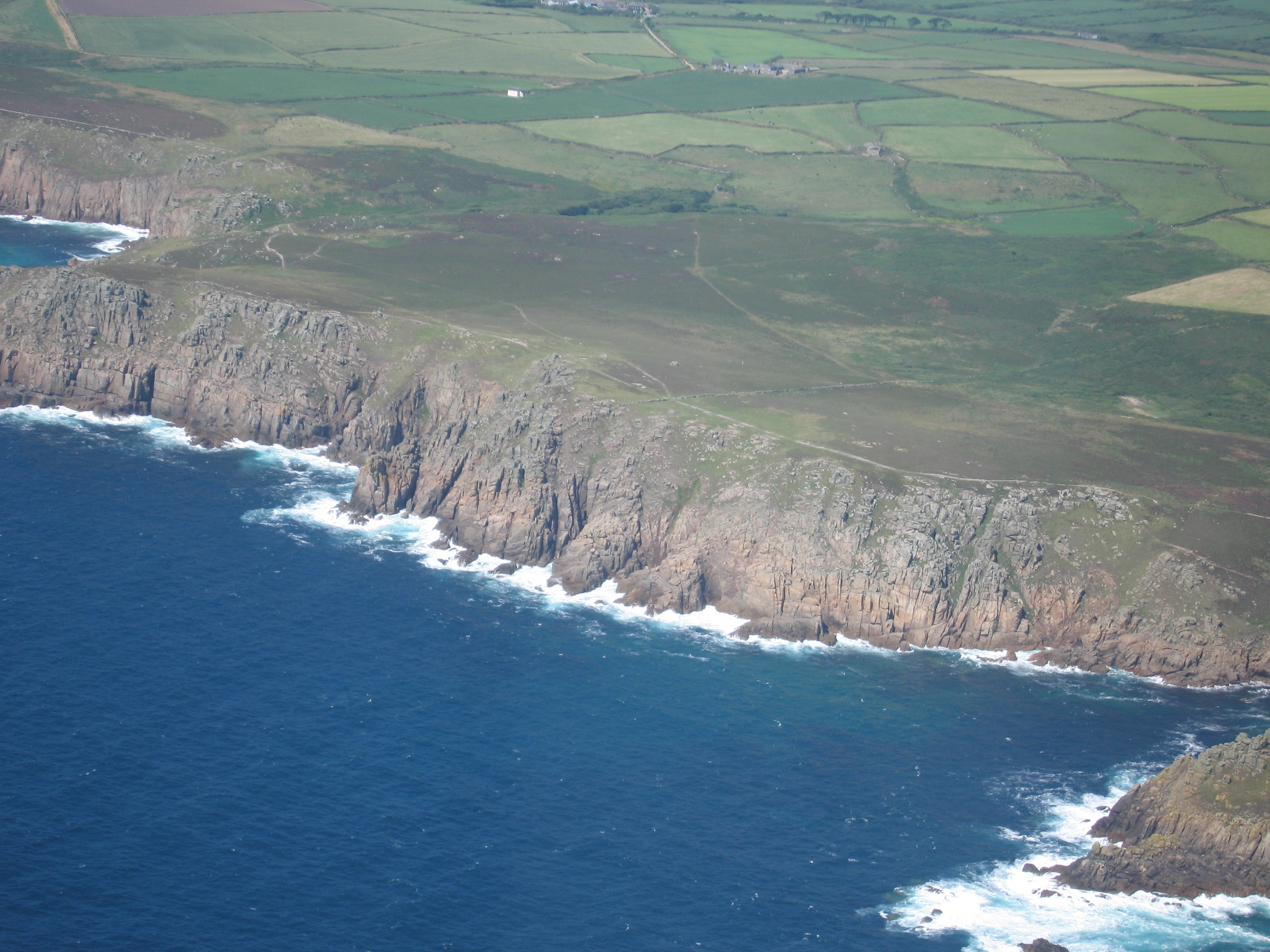
De kust van Cornwall

De kustlijn is de grens tussen enerzijds het water en anderzijds het land.

## Kustlijn en wetgeving
Er zijn verscheidene definities van de kustlijn, maar wettelijk gezien wordt in Nederland de grens van de laagste laagwaterlijn aangehouden. De kustlijn van 1990 (de basiskustlijn) is als richtgevend bepaald door de rijksoverheid voor het handhaven van de kustlijn in het kader van het kustbeleid. Deze kustlijn kan dynamisch worden beheerd maar ligt geografisch gezien vast om een handvat te hebben voor wetsbepalingen.
Voor de Nederlandse territoriale zee geldt een grens van 12 zeemijl (22,224 km), voor de Nederlandse Exclusieve Economische Zone (EEZ) een grens van 200 zeemijl (370,4 km). In het verleden was er een driemijlszone.
Tot 1 km vanuit de kustlijn valt onder het gezag van de betreffende gemeente en provincie, daarbuiten oefent alleen de rijksoverheid het gezag uit. De zeegrens van de openbare lichamen Bonaire, Sint Eustatius en Saba reikt verder dan die van de gemeenten en provincies en is gelijkgesteld aan de grens van de Nederlandse territoriale zee. In België hebben kustgemeenten wettelijk geen bevoegdheid over de zee (hun grens stopt aan de kustlijn), ook de provincie West-Vlaanderen of het Vlaams gewest heeft geen bevoegdheden over de territoriale wateren. In de praktijk wordt deze grens echter niet strikt genomen, zo opereren de strandredders meestal onder gemeentelijke verantwoordelijkheid, maar is het ook de bedoeling dat ze in zee gaan om iemand te redden.

## De lengte van de kustlijn
Volgens de wiskunde is het niet mogelijk te spreken van de lengte van de kustlijn. Men kan twee punten op de kust kiezen met een afstand van 100 meter en daartussen een rechte lijn trekken, maar de kust is tussen die punten niet recht. Een zandkasteel op de grens van water en land maakt de kustlijn langer. Kijkt men nauwkeuriger, dan blijkt dat de waterlijn rondom de zandkorrels loopt, en daardoor is de kustlijn nóg langer. Met een vergrootglas blijkt dat de zandkorrels een hobbelig oppervlak hebben, en dus is de kustlijn nóg langer, een veelvoud van de lengte van een rechte lijn. Zie ook kustlijnparadox.
In praktijk komt dit erop neer dat verschillende metingen van kustlijn heel ver uit elkaar kunnen liggen, vooral als de kustlijn van nature onregelmatig is (zoals de Scandinavische fjorden). Zo geeft het World Factbook een kustlijn van 1.250 km voor Finland, terwijl het World Resources Institute 31.119 km meet voor dezelfde kustlijn.